# 남상초등학교
남상초등학교는 대한민국 경상남도 거창군 남상면 무촌리에 있는 공립 초등학교이다.

## 학교 연혁
- 1923년 10월 15일 남상공립보통학교(4년제) 개교
- 1937년 3월 31일 수료 연한 6년제로 연장
- 1938년 4월 1일 남상제1공립심상소학교 개칭
- 1941년 4월 1일 남상제1공립국민학교 개칭
- 1946년 4월 1일 남상국민학교로 개칭
- 1982년 3월 1일 병설유치원 개원
- 1990년 3월 1일 임불분교 편입
- 1994년 3월 1일 임불분교 통합
- 1996년 3월 1일 남상초등학교로 개칭
- 1999년 2월 19일 제74회 졸업(14명, 누계 3,546명)
- 1999년 9월 1일 남상중앙초등학교와 통합

- 1940년 4월 1일 남상제2공립심상소학교 개교
- 1941년 4월 1일 남상제2공립국민학교 개칭
- 1946년 4월 1일 오계국민학교 개칭
- 1964년 9월 1일 무촌분교장 설립
- 1968년 3월 1일 남상중앙국민학교(무촌분교) 분리
- 1969년 3월 1일 청연분교장 설립
- 1983년 3월 1일 병설유치원 개원
- 1990년 3월 1일 춘진국민학교 분교로 편입
- 1996년 2월 22일 제51회 졸업(총 3,307명)
- 1996년 3월 1일 남상중앙초등학교 오계분교로 통합
- 1998년 3월 1일 남상중앙초등학교로 통합

- 1937년 10월 2일 남상공립보통학교 부설 임불간이학교 개교
- 1944년 4월 5일 임불공립국민학교 승격
- 1987년 3월 1일 병설유치원 개원
- 1990년 2월 20일 제41회 졸업(1333명)
- 1990년 3월 1일 남상국민학교 임불분교로 통합
- 1994년 3월 1일 남상국민학교에 통폐합

- 1947년 2월 21일 함양군 춘전국민학교 개교
- 1973년 7월 1일 거창군 편입
- 1990년 2월 20일 오계국민학교 춘전분교로 편입
- 1996년 3월 1일 남상중앙초등학교 춘전분교로 통합
- 1998년 3월 1일 남상중앙초등학교로 통합

- 1963년 4월 1일 오계국민학교 무촌분교장 개교(설립인가 3월 26일)
- 1968년 3월 1일 남상중앙국민학교 승격
- 1982년 3월 1일 병설유치원 개원
- 1996년 3월 1일 오계분교, 춘진분교 편입
- 1998년 3월 1일 오계분교, 춘진분교 통합

- 1999년 9월 1일 남상초등학교, 남상중앙초등학교 통합
- 2001년 12월 26일 다목적교실 준공
- 2003년 2월 20일 교지 '감악산' 창간호 발간
- 2004년 3월 1일 경상남도거창교육청 지정 ICT활용 교육 시범학교 운영
- 2005년 3월 1일 유치원 1학급 편성
- 2012년 3월 1일 경상남도교육청 지정 전원학교 운영(2012-2014)
- 2014년 3월 1일 경상남도교육청 지정 다문화 지역중심학교 운영
- 2015년 9월 1일 양창호 교장선생님 부임
- 2016년 3월 1일 꿈키움교실, 두드림학교 운영
- 2017년 2월 10일 제92회 졸업 (총 3781명)
- 2023년 10월 15일 개교 100주년

## 참고 자료
- 남상초등학교 - 한국교육학술정보원 학교알리미